# Timón

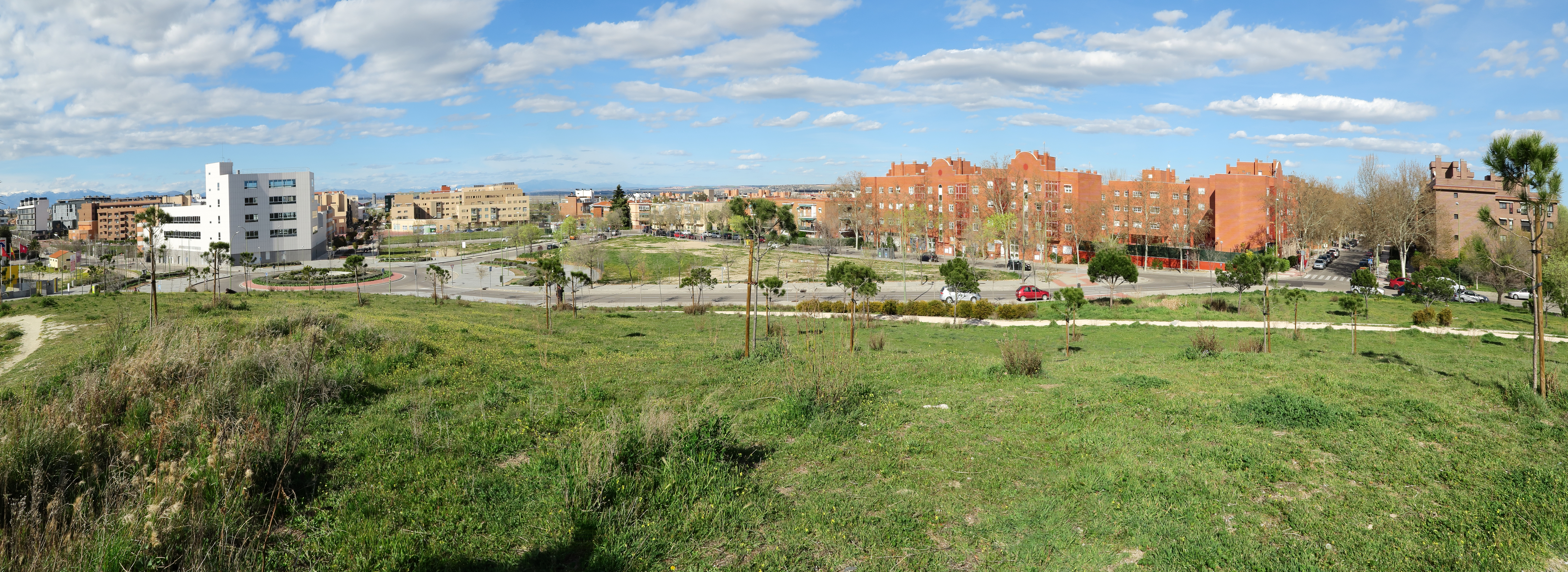
Timón

Timón é um dos cinco bairros do distrito de Barajas, em Madrid, Espanha.
O Estádio Alfredo Di Stéfano foi inaugurado em 2006, na "Cidade Desportiva Real Madrid" situada neste bairro.